# Pozemní hokej na Letních olympijských hrách 2016

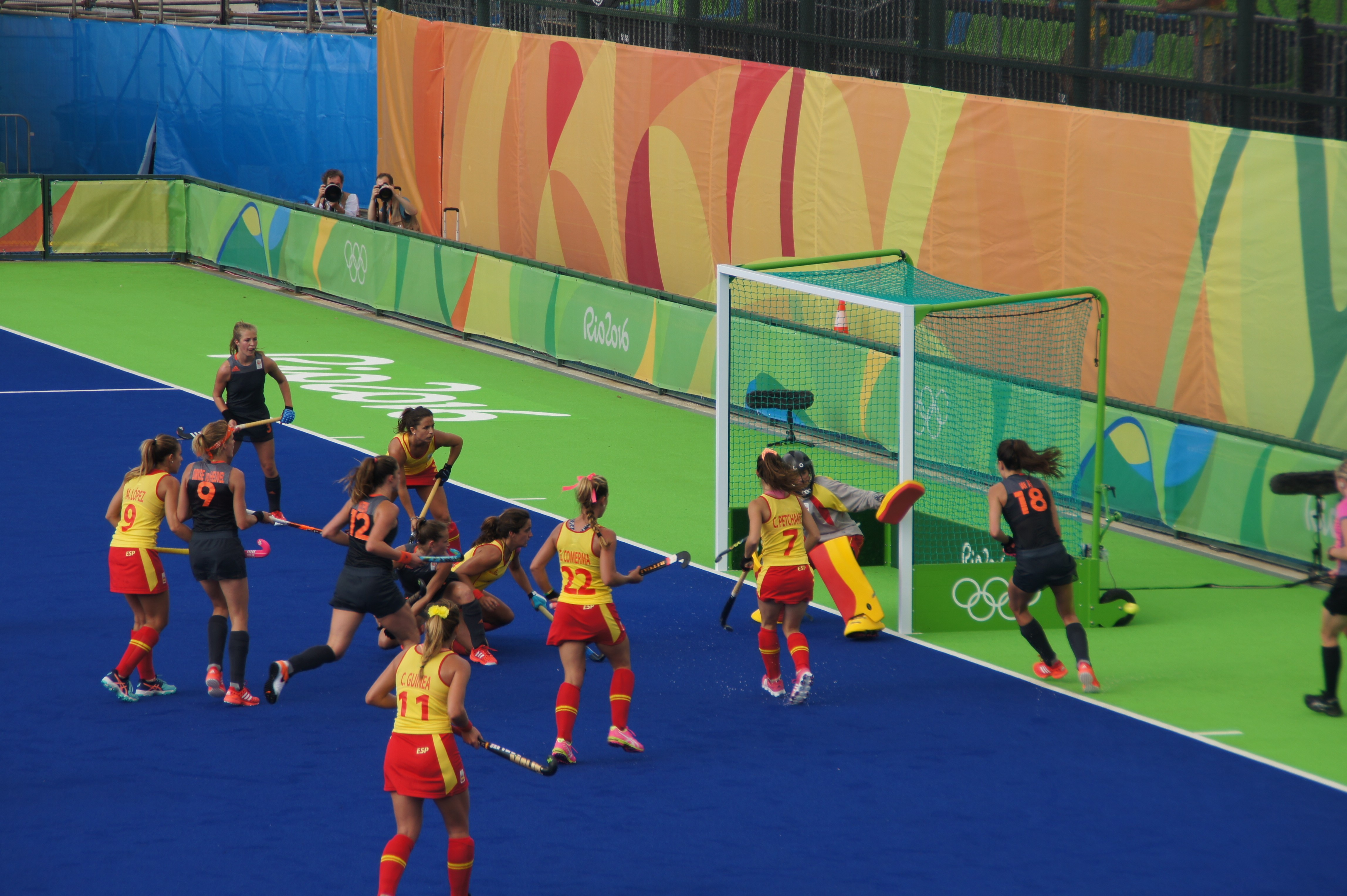
Z utkání žen Nizozemska a Španělska

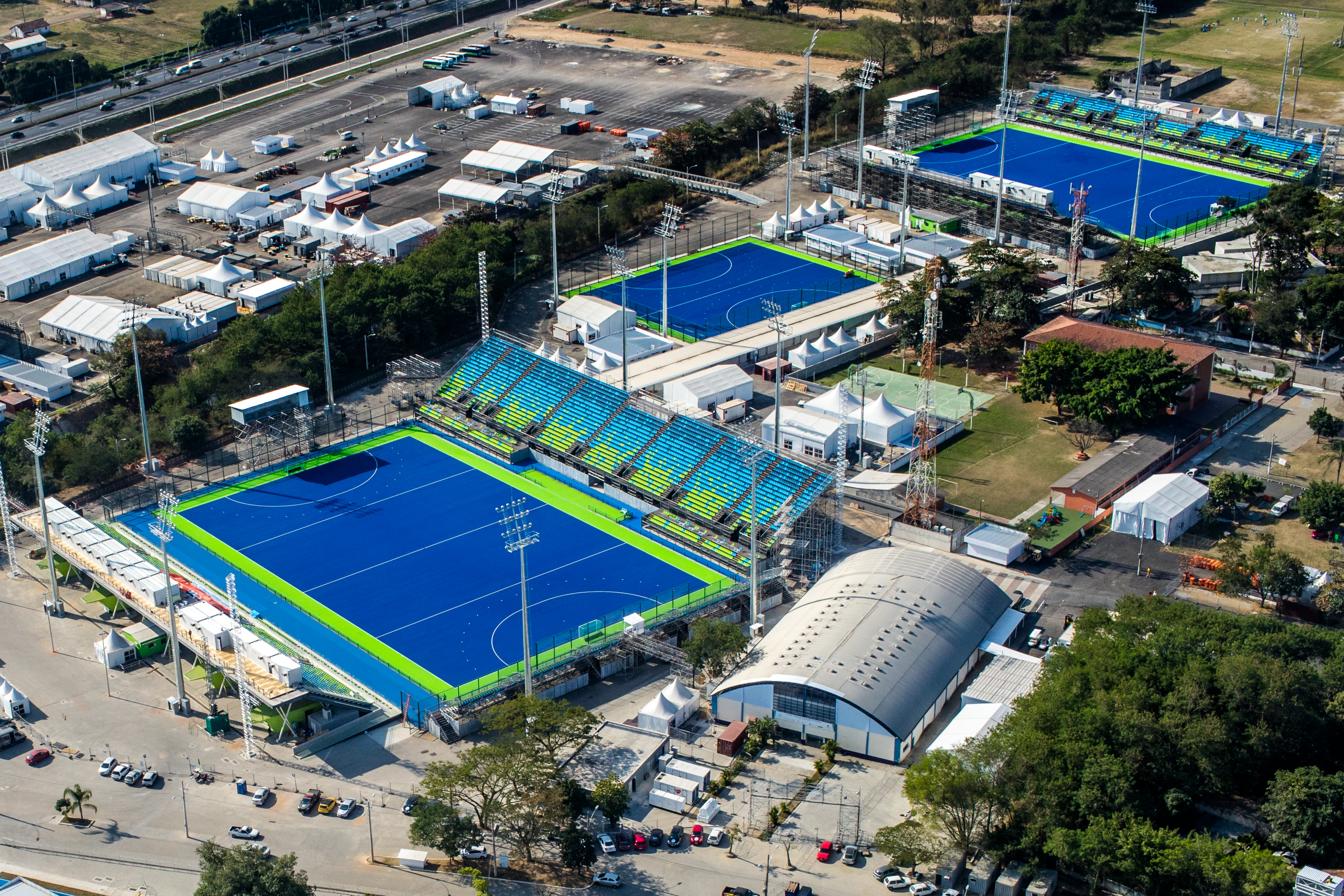
Olympijské hokejové centrum

Turnaje mužů i žen v pozemním hokeji v rámci Her XXXI. olympiády v Rio de Janeiro se konaly od 6. srpna do 19. srpna 2016 v Olympijském hokejovém centru na předměstí Deodoro. Poprvé se na olympiádě hrálo podle nových pravidel na čtyři čtvrtiny po patnácti minutách. V mužském i ženském turnaji nastoupily reprezentace dvanácti zemí. V soutěži žen chyběla domácí Brazílie, která nesplnila kvalitativní kritéria nastavená Mezinárodní hokejovou federací. Nezúčastnila se ani Jihoafrická republika, jejíž mužský i ženský tým postoupil z africké kvalifikace, ale neuspěly ve Světové lize, což si South African Sports Confederation and Olympic Committee stanovil jako podmínku.
V Riu získali muži Argentiny a ženy Velké Británie svoje vůbec první olympijská vítězství. Také Belgičané, finalisté mužského turnaje, dosáhli nejlepšího umístění v historii. Obhájci prvenství, muži Německa, skončili třetí, ženy Nizozemska získaly po zlatých medailích z Londýna stříbro. Nejlepším střelcem mužského turnaje byl Argentinec Gonzalo Peillat, který dal 11 gólů, mezi ženami se o prvenství podělily s pěti brankami Alex Dansonová (Velká Británie), Maartje Paumenová (Nizozemsko) a Katie O'Donnellová (USA).

## Turnaj mužů
| Zlato   | Argentina (ARG) |
| Stříbro | Belgie (BEL)    |
| Bronz   | Německo (GER)   |

#### Skupina A
- Velká Británie – Belgie 1 : 4
- Austrálie – Nový Zéland 2 : 1
- Španělsko – Brazílie 7 : 0
- Velká Británie – Nový Zéland 2 : 2
- Belgie – Brazílie 12 : 0
- Austrálie – Španělsko 0 : 1
- Nový Zéland – Španělsko 2 : 3
- Velká Británie – Brazílie 9 : 1
- Austrálie – Belgie 0 : 1
- Nový Zéland – Brazílie 9 : 0
- Austrálie – Velká Británie 2 : 1
- Belgie – Španělsko 3 : 1
- Velká Británie – Španělsko 1 : 1
- Belgie – Nový Zéland 1 : 3
- Austrálie – Brazílie 9 : 0

Tabulka
1. Belgie 21 : 5 12
2. Španělsko 13 : 6 10
3. Austrálie 13 : 4 9
4. Nový Zéland 17 : 8 7
5. Velká Británie 14 : 10 5
6. Brazílie 1 : 46 0

#### Skupina B
Tabulka
1. Německo
2. Nizozemsko
3. Argentina
4. Indie
5. Irsko
6. Kanada

#### Čtvrtfinále
- Španělsko – Argentina 1 : 2
- Belgie – Indie 3 : 1
- Nizozemsko – Austrálie 4 : 0
- Německo – Nový Zéland 3 : 2

#### Semifinále
- Německo – Argentina 2 : 5
- Belgie – Nizozemsko 3 : 1

#### O 3. miesto
- Německo – Nizozemsko 1 : 1, 4 : 3 na nájezdy

#### Finále
- Argentina – Belgie 4 : 2

## Turnaj žen
| Zlato   | Velká Británie (GBR) |
| Stříbro | Nizozemsko (NED)     |
| Bronz   | Německo (GER)        |

#### Skupina A
1. Nizozemsko
2. Nový Zéland
3. Německo
4. Španělsko
5. Čína
6. Jižní Korea

#### Skupina B
1. Velká Británie
2. USA
3. Austrálie
4. Argentina
5. Japonsko
6. Indie

#### Čtvrtfinále
- Nizozemsko – Argentina 3 : 2
- Německo – USA 2 : 1
- Nový Zéland – Austrálie 4 : 2
- Velká Británie – Španělsko 3 : 1

#### Semifinále
- Nizozemsko – Německo 1 : 1, 4 : 3 na penalty
- Velká Británie – Nový Zéland 3 : 0

#### O 3. místo
- Německo – Nový Zéland 2 : 1

#### Finále
- Velká Británie – Nizozemsko 3 : 3, 2 : 0